# 田中節夫
田中 節夫（たなか せつお、1943年4月 - ）は、日本の警察官僚。元警察庁長官。公益財団法人警察協会会長。

## 経歴
福井県鯖江市戸ノ口町出身。京都大学法学部卒。1966年警察庁入庁。警察庁長官では山本鎭彦以来となる非東大法学部出身者である。2013年、瑞宝重光章受章。

## 年譜
- 1977年 - 警察庁交通局交通企画課理事官
- 1980年 - 警察庁警務局教養課理事官
- 1982年 - 警察庁長官官房総務課理事官
- 1984年 - 警察庁警務局給与厚生課調査官兼人事課理事官
- 1985年 - 警視庁刑事部参事官兼防犯部参事官
- 1986年 - 警視庁警務部参事官兼人事第一課長
- 1988年 - 警察庁警務局給与厚生課長
- 1989年 - 警察庁長官官房会計課長
- 1991年 - 宮城県警察本部長
- 1993年 - 警察庁長官官房総務審議官
- 1993年 - 警察庁交通局長
- 1997年 - 警察庁次長
- 2000年 - 警察庁長官

2002年退官、2006年6月から2012年6月日本自動車連盟会長、一般社団法人全日本指定自動車教習所協会連合会会長、2018年一般社団法人日本自動車運行管理協会顧問を歴任した。
2019年6月、公益財団法人警察協会会長に就任。

## 脚註
1. 1 2 3  『日本警察官僚総合名鑑』214頁。
2. ↑  「春の叙勲　中綬章以上と在外邦人、外国人叙勲の受章者一覧」『読売新聞』2013年4月29日朝刊
3. ↑  “公益財団法人警察協会　役員名簿”. 2020年4月11日閲覧。